# Clas Wihlborg
Clas Gunnar Wihlborg, född 15 oktober 1947, död 13 mars 2021 i Laguna Niguel, Kalifornien, USA, var en svensk professor i nationalekonomi.

## Biografi
Wihlborg tog civilekonomexamen i Lund 1970. Han studerade därefter nationalekonomi vid Handelshögskolan i Stockholm och sedan vid Princeton University i USA, där han blev doktor i nationalekonomi 1977.
Mellan 1985 och 1990 var han associate professor vid University of Southern California. Mellan 1990 och 2000 var han innehavare av Felix Neuberghs professur i bank- och finansvetenskap vid Handelshögskolan i Göteborg. Mellan 2000 och 2008 var han professor i finansiell ekonomi vid Copenhagen Business School, och därefter tillträdde han som professor i finans och internationella affärer vid Chapman University(en) i södra Kalifornien. Hans huvudsakliga forskningsområden var internationell finansiell ekonomi och regelverket för den finansiella sektorn.
Wihlborg medverkade i flera statliga utredningar, bland annat SOU 1994:6, Mikroekonomiska aspekter på en monetär union, och 1998:136, Redovisning och aktiekapital i euro, där han bedömt konsekvenser av olika vägval inför frågorna om anslutning till Europeiska Unionen och dess valutaunion.
Wihlborg var medlem i European Shadow Financial Regulatory Committee samt ledamot i Ingenjörsvetenskapsakademien.

## Utmärkelser
- 2008 – Hedersdoktor vid Lunds universitet [7]